# Aeroportul Ordu Giresun
Aeroportul Ordu Giresun (IATA: OGU, ICAO: LTCB) este un aeroport din Gülyalı⁠(d), Provincia Ordu, Turcia ce deservește zona Ordu. Aeroportul a fost tranzitat în 2022 de 809.571 de pasageri. A fost deschis în 22 mai 2015 și numit după zona deservită.
Situat la o altitudine de 6 m, aeroportul dispune de o singură pistă. Este operat de General Directorate of State Airports (Turkey)⁠(d).